# Patricia Clarkson
Patricia Clarkson (Nova Orleans (Louisiana, Estats Units), 29 de desembre de 1959) és una actriu estatunidenca.

## Biografia
Després d'haver estudiat art dramàtic a la Costa Est dels Estats Units, Patricia Clarkson llança la seva carrera l'any 1985 (aparició a la sèrie Spenser, un dels seus primers papers). Treballa tant al cinema com a la televisió. Assoleix dues vegades el premi Emmy a la millor actriu convidada en una sèrie dramàtica (2002 - 2006), pel paper de Sarah O'Connor a Six Feet Under. Actua a The Green Mile, Lluny del cel, Shutter Island o The Parade Agent. Per al seu paper a Pieces of April (2003), obté el Premi especial del jurat i va ser nominada al gran premi del jurat per a un film dramàtic en el Festival de Sundance 2003, nominada a l'Oscar a la millor actriu secundària l'any 2004 i nominada al Globus d'Or a la millor actriu secundària l'any 2004. El juny de 2012, va ser nominada per la tria dels crítics (Broadcast Film Critics Association Award) com a millor actriu al seu paper per al film Five.
És filla de Jacquelyn Brechtel Clarkson, política de Nova Orleans i d'Arthur, administrador d'una escola que va treballar també a la Louisiana State University School of Medicine (departament de medicina).
Patricia Clarkson estudia comèdia dramàtica a la universitat de Fordham, d'on surt diplomada Cum laude. Obté un "Master of Fine Arts" a l'Escola Dramàtica de Yale (Yale School of Drama) abans començar al cinema amb Els intocables d'Elliot Ness, l'any 1987, amb Brian De Palma.

### Carrera
Patricia Clarkson actua en dues peces al Teatre de Broadway a Nova York: The House of Blue Leaves (1986) i Eastern Standard (1987).
Al començament de la seva carrera, Patricia Clarkson fa petits papers en una sèrie de films de gran envergadura. El seu primer paper al cinema, amb 27 anys, és el de la dona de Eliot Ness (Kevin Costner) a Els intocables d'Elliot Ness . Actua igualment a La llista negra (el cinquè i últim episodi de la saga Harry el brut), Rocket Gibraltar i Quan m'enamoro. Actua en la sèrie de televisió Davis Rules i a la mini-sèrie Alex Haley's Queen. També apareix en films més importants com The Green Mile (1999), Lluny del cel (2002), Bona nit i bona sort (2005) i Una promesa com les altres (2007). Triomfa finalment al film High Art (1998) on la seva interpretació de Greta, una alemanya, toxicòmana, lesbiana i antic model, rep crítiques ditiràmbiques. Va dir, en relació al seu paper « Treballo a fons en tot el que faig i és una bona cosa, perquè actuar és l'única cosa que sé fer. ».

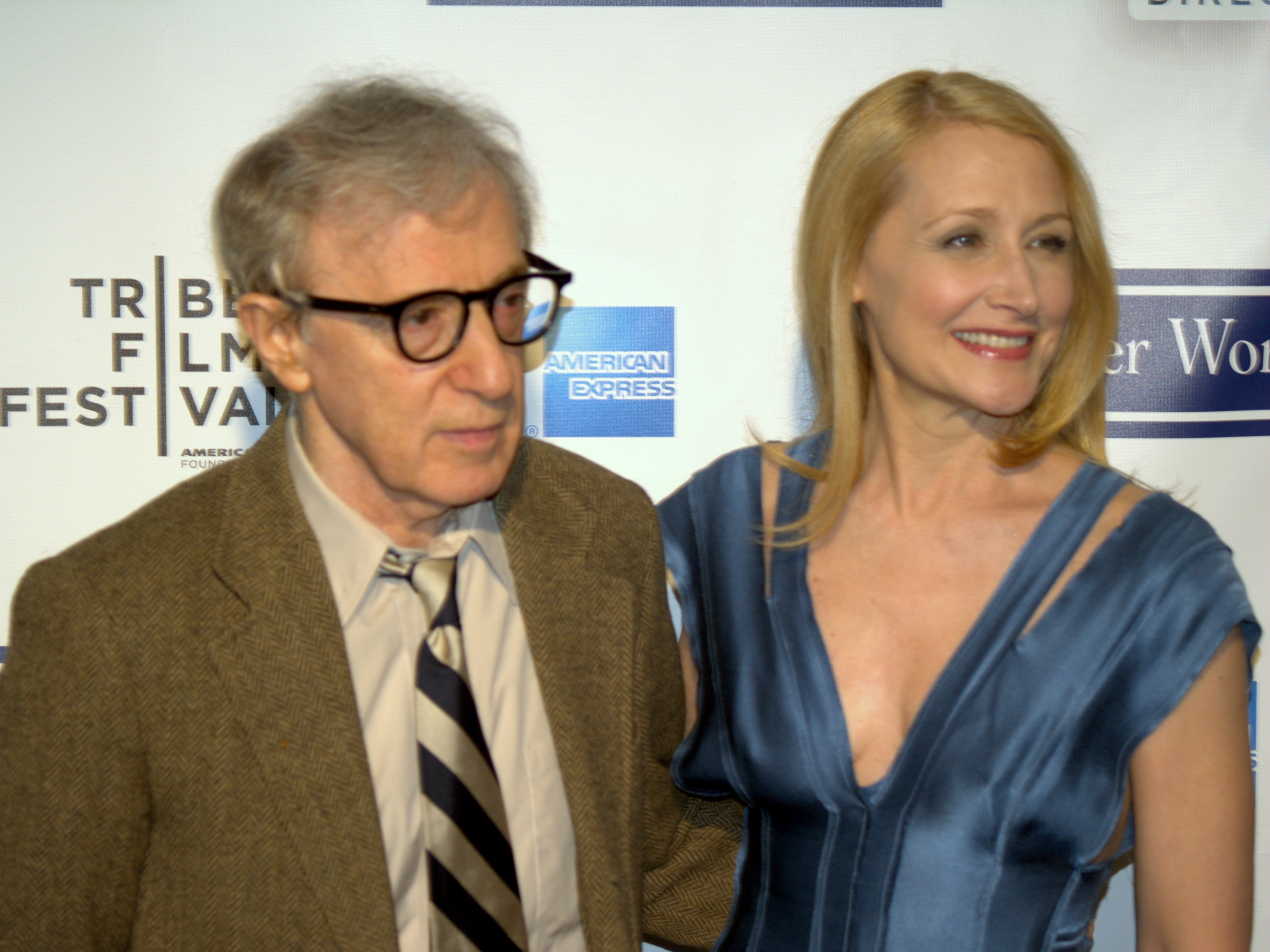
Woody Allen i Patricia Clarkson al Festival de Cinema de Tribeca, estrena de Si funciona....

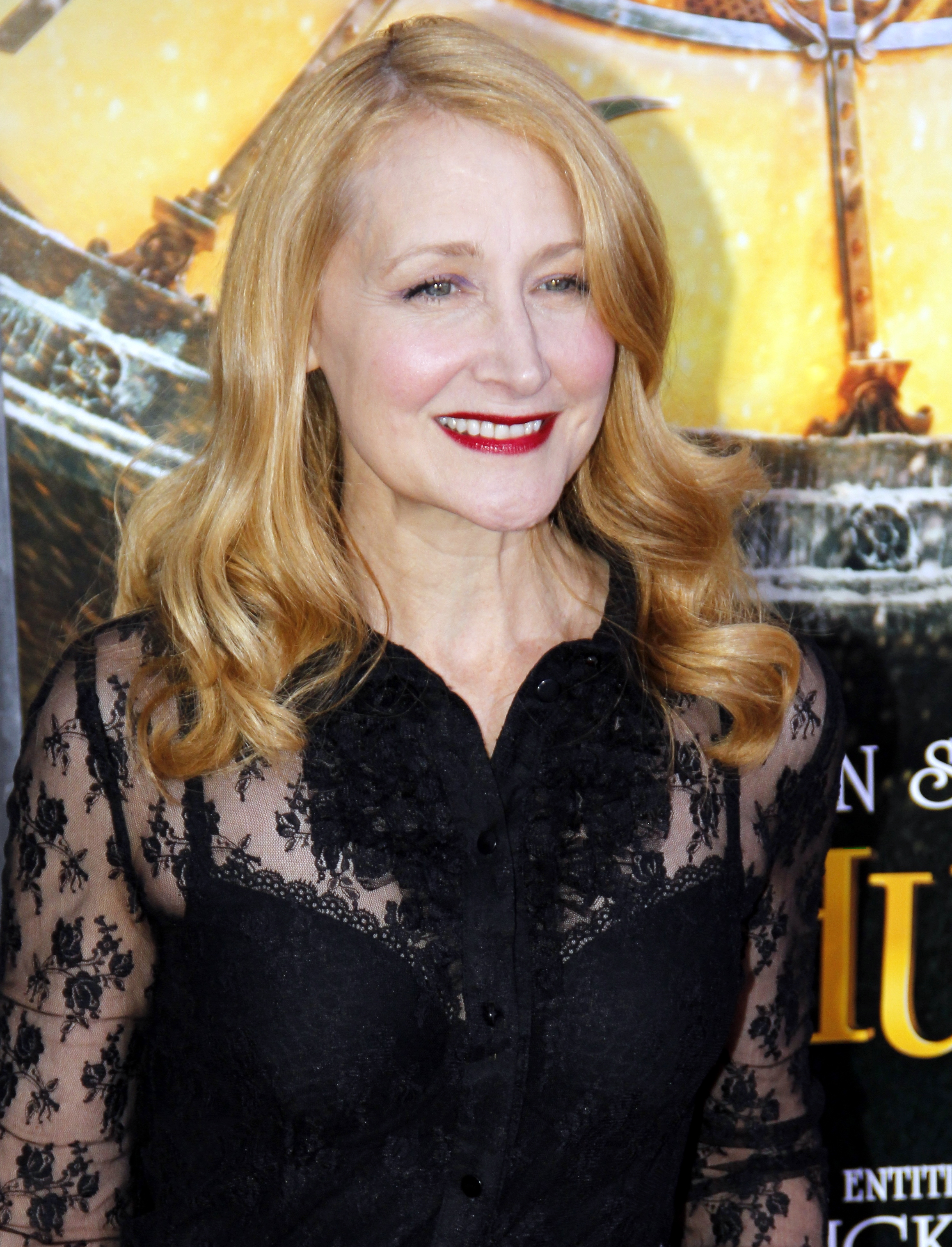
Patricia Clarkson el 2011

L'any 2002, fa el paper de Sarah O'Connor (Tia Sarah) a Six Feet Under (HBO). Guanya un premi Emmy com a millor actriu convidada en una sèrie dramàtica per a la seva actuació, premi que obtindrà novament per al mateix paper l'any 2006.
L'any 2003, aconsegueix l'èxit de la crítica i un premi especial del jurat per al seu treball en quatre films estrenats al Festival de Cinema de Sundance: All the Real Girls, The Baroness and the Pig, The Station Agent i Pieces of April. Més tard, el mateix any, és nominada per l'Oscar a la millor actriu secundària per a Pieces of April, on interpreta una mare que mor d'un càncer.

L'estiu de 2008, el productor Gerald Peary crida Patricia Clarkson i li demana fer la Veu en off per al film documental For the Love of Movies: The Story of American Film Criticism: 
| « | « Ha acceptat de fer la narració: I era tan bonica i tan cooperativa com preparada i intel·ligent. I una de les principals raons per a les quals desitjava fer el film, és que llegeix regularment la crítica i té un autèntic respecte per a la professió de crítica. » | » |

El 17 de gener de 2009, Patricia Clarkson torna a Nova Orleans i obre el Teatre de les arts de l'escena Mahalia Jackson. Oficia com a Mestre de Cerimònies per a un gala de Plácido Domingo en concert amb l'Òpera de Nova Orleans, conduït per Robert Lyall. Fa igualment una aparició a l'emissió de Saturday Night Live, en un esquetx titulat Motherlover, el 9 de maig de 2009. Un vídeo que protagonitzen Andy Samberg, Justin Timberlake i Susan Sarandon. El 21 de maig de 2011, reprèn el paper a 3-Way (The Golden Rule).
L'any 2010, treballa a Shutter Island de Martin Scorsese.Patricia Clarkson és premiada al Festival internacional de cinema de Dublín: rep el premi Volta l'any 2010 per al conjunt de la seva carrera.
En resposta a la marea negra, lligada a l'explosió de Deepwater Horizon, Patricia Clarkson publica un article a la revista OnEarth del Consell de defensa dels recursos naturals (NRDC). Publica igualment un missatge d'interès públic parlant del seu experiència per haver crescut a Nova Orleans. Els dos missatges van ser publicats el 26 de juliol de 2010.
Patricia Clarkson fa una aparició, com a convidada, a la quarta temporada de l'emissió televisada de la NBC, Parks and Recreation, com a primera dona de Ron Swanson, cap del departament de Parcs, Tammy One.
El desembre de 2013 formaa part dels membres del jurat internacional del 13è Festival internacional del film de Marrakech, presidit per Martin Scorsese.
El setembre de 2015 rep un homenatge en el 41è Festival del cinema americà de Deauville.
Patricia Clarkson és soltera i no ha estat mai casada.

## Teatre
- 1986: The House of Blue Leaves
- 1987: Eastern Standard
- 2014-2015: The Elephant Man, Booth Theatre, NY

## Filmografia

### Cinema

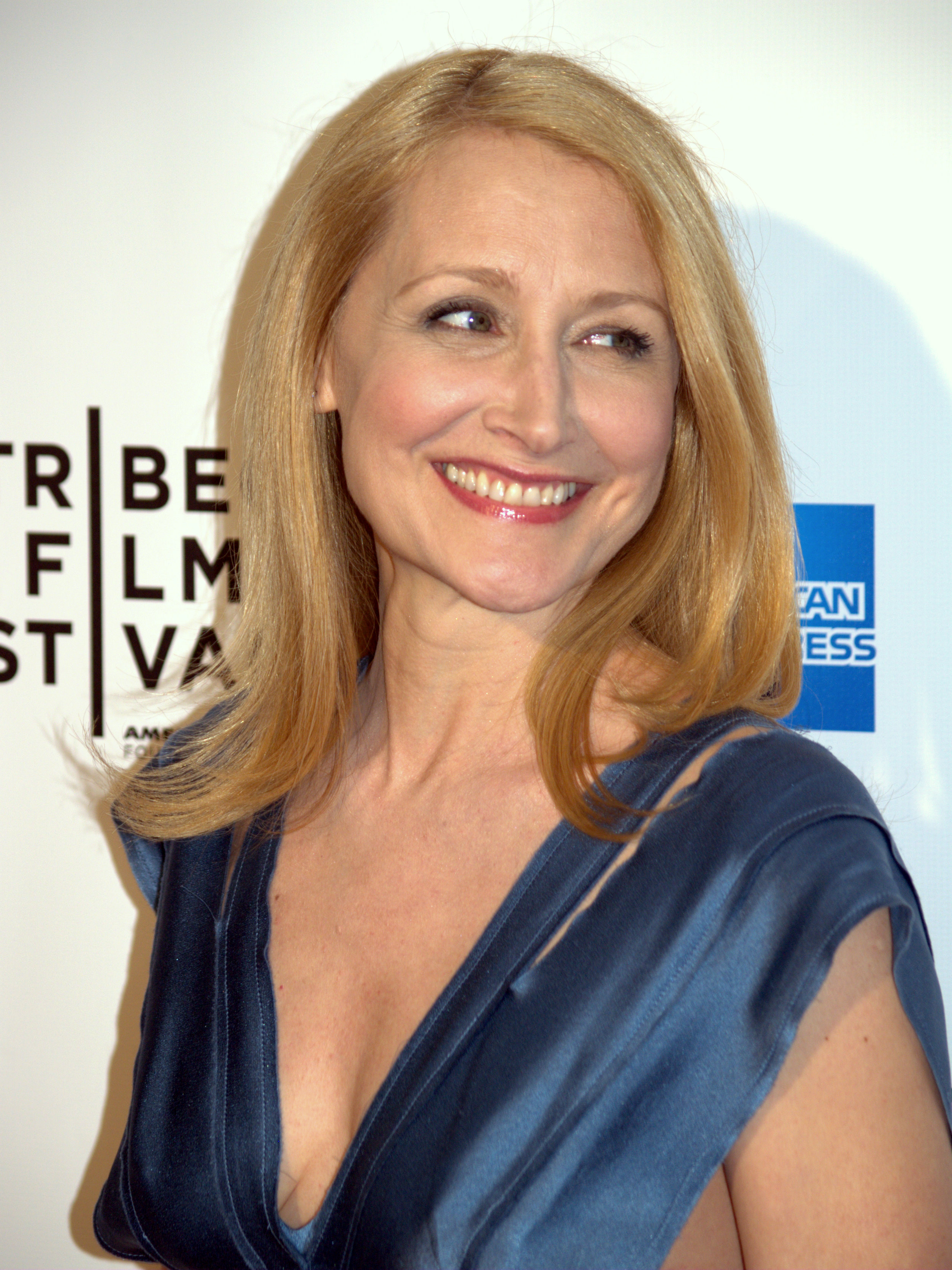
Patricia Clarkson l'any 2009.

- 1987: Els intocables d'Elliot Ness de Brian De Palma: Catherine Ness
- 1988: La llista negra de Buddy Van Horn: Samantha Walker
- 1988: Rocket Gibraltar de Donald Petrie: Rose Black
- 1988: Quan m'enamoro de Taylor Hackford: Leslie Stone
- 1990: Tune in Tomorrow... de Jon Amiel: tia Olga
- 1995: Pharaoh's Army de Robby Henson: Sarah Anders
- 1995: Jumanji de Joe Johnston: Carol Anne Parrish
- 1998: High Art de Lisa Cholodenko: Greta
- 1998: Playing by Heart de Willard Carroll: Allison
- 1999: Simply Irresistible de Mark Tarlov: Lois McNally
- 1999: Wayward Son de Randall Harris: Wesley
- 1999: The Green Mile de Frank Darabont: Melinda Moores
- 2000: Falling Like This de Dani Minnick: Caroline Lockhart
- 2000: Joe Gould's Secret de Stanley Tucci: Vivian Marquie
- 2001: The Pledge de Sean Penn: Margaret Larsen
- 2001: Wendigo de Larry Fessenden: Kim
- 2001: The Safety of Objects de Rose Troche: Annette Jennings
- 2002: Welcome to Collinwood d'Anthony Russo i Joe Russo: Rosalind
- 2002: Lluny del cel de Todd Haynes: Eleanor Fine
- 2002: Heartbreak Hospital de Ruedi Gerber: Lottie Ohrwasher
- 2002: The Baroness and the Pig de Michael MacKenzie: la Baronne
- 2003: Pieces of April de Peter Hedges: Joy Burns
- 2003: All the Real Girls de David Gordon Green: Elvira Fine
- 2003: The Station Agent de Thomas McCarthy: Olivia Harris
- 2003: Dogville de Lars von Trier: Vera
- 2004: Miracle de Gavin O'Connor: Patty Brooks
- 2005: El gal moribund de Craig Lucas: Elaine Tishop
- 2005: Bona nit i bona sort de George Clooney: Shirley Wershba
- 2006: The Woods de Lucky McKee: Ms. Traverse
- 2006: All the King's Men de Steven Zaillian: Sadie Burke
- 2006: Blind Date de Stanley Tucci: Janna
- 2007: No reservations de Scott Hicks: Paula
- 2007: Lars and the Real Girl de Craig Gillespie: Dagmar
- 2007: Married Life d'Ira Sachs: Pat Allen
- 2008: Phoebe in Wonderland de Daniel Barnz: Miss Dodger
- 2008: Elegy de Isabel Coixet: Carolyn
- 2008: Vicky Cristina Barcelona de Woody Allen: Judy Nash
- 2009: 2081: narratrice
- 2009: Si funciona... de Woody Allen: Marietta
- 2009: Cairo Time de Ruba Nadda: Juliette Grant
- 2010: Shutter Island de Martin Scorsese: Rachel Solando 2
- 2010: Legendary de Mel Damski: Sharon Chetley
- 2010: Easy A de Will Gluck: Rosemary Penderghast
- 2010: Main Street de John Doyle: Willa
- 2011: One Day de Lone Scherfig: Alison
- 2011: Friends with Benefits de Will Gluck: Lorna
- 2013: The East de Zal Batmanglij: Sharon
- 2014: The Maze Runner de Wes Ball: Ava Paige
- 2014: Last Weekend de Tom Dolby: Celia Green
- 2014: October Gale de Ruba Nadda: Helen Matthews
- 2015: The Maze Runner: Scorch Trials de Wes Ball: Ava Paige
- 2017: The Party de Sally Potter: April
- 2018: The Maze Runner: The Death Cure de Wes Ball: Ava Paige
- 2018: Delirium de Dennis Iliadis: Brody
- 2022: She Said de Maria Schrader: Rebecca Corbett

### Televisió
- 1990: El vell i la mar (telefilm) (The Old Man and the Sea) de Jud Taylor: Mary Pruitt
- 1990: Curiosité fatale de James "Jim" Simpson: Suzy
- 1991: Davis Rules: Cosmo Yeargin (1991)
- 1992: Blind Man's Bluff: Dr. Virginia Hertz
- 1992: Legacy of Lies: Pat Rafael
- 1992: An American Story: Barbara Meade
- 1992: Four Eyes and Six-Guns: Lucy Laughton
- 1993: Queen (fulletó): Lizzie
- 1993: Caught in the Act: Meg
- 1994: She Led Two Lives: Desiree Parnell
- 1996: London Suite: Diana Nichols
- 1997: Murder One: Annie Hoffman
- 1998: The Wedding: Della McNeil
- 2002-2005: Six Feet Under d'Alan Ball: Sarah (a partir de la Temporada 2)
- 2002: Carrie: Margaret White
- 2011: Five d'Alicia Keys, Jennifer Aniston, Patty Jenkins, Demi Moore, Penelope Spheeris, compost de 5 curts.
- 2011: Parks and Recreation: Tammy Swanson I (episodis: I'm Leslie Knope et Ron and Tammys)
- 2017: House of Cards: Jane Davis

## Premis i nominacions

### Premis
- 2002 i 2006: Premi Emmy per al seu paper de Tia Sarah a la sèrie Six Feet Under
- 2003: Festival de Cinema de Sundance: Premi especial del jurat per a la seva actuació als films The Station Agent, Pieces of April i All the Real Girls
- 2010: Festival internacional de cinema de Dublín: premi Volta per al conjunt de la seva carrera (Career Achievement Award)

### Nominacions
- 2002: Premis Emmy: Millor participació d'actriu per a Six Feet Under
- 2004: Oscar a la millor actriu secundària per a Pieces of April